# Mainzer Tor (Miltenberg)
Das Mainzer Tor (Spitzer Turm) ist ein 1379 erstmals erwähnter spätmittelalterlicher Torturm am Westrand der Altstadt von Miltenberg und war zu dieser Zeit der äußerste westliche Begrenzpunkt der Stadt. Über der Tordurchfahrt prangt das Wappen des Mainzer Erzbischofs Adolf I. von Nassau, in dessen Regierungszeit (1371–1390) der mächtige Turm erbaut wurde. Die Turmbekrönung mit einer von vier Ecktourellen verstärkten Wehrplatte und schlankerem Aufsatz folgt dem Vorbild des 1361 entsprechend ausgebauten Bergfrieds der nahegelegenen Burg Freudenberg. Im Jahr des Baus hatte die Stadt Miltenberg zwischen dem westlichen (Mainzer Tor) und dem östlichen (Würzburger Tor) Torturm eine Ausdehnung von 2,5 Kilometern.
Durch den im Mai 2019 eröffneten Neubau des benachbarten Museumsdepots, Stadtarchivs und Jugendzentrums kann das Mainzer Tor von einer erhöhten Ebene über einen Steg begangen und als historischer Stadteingang erlebt werden.

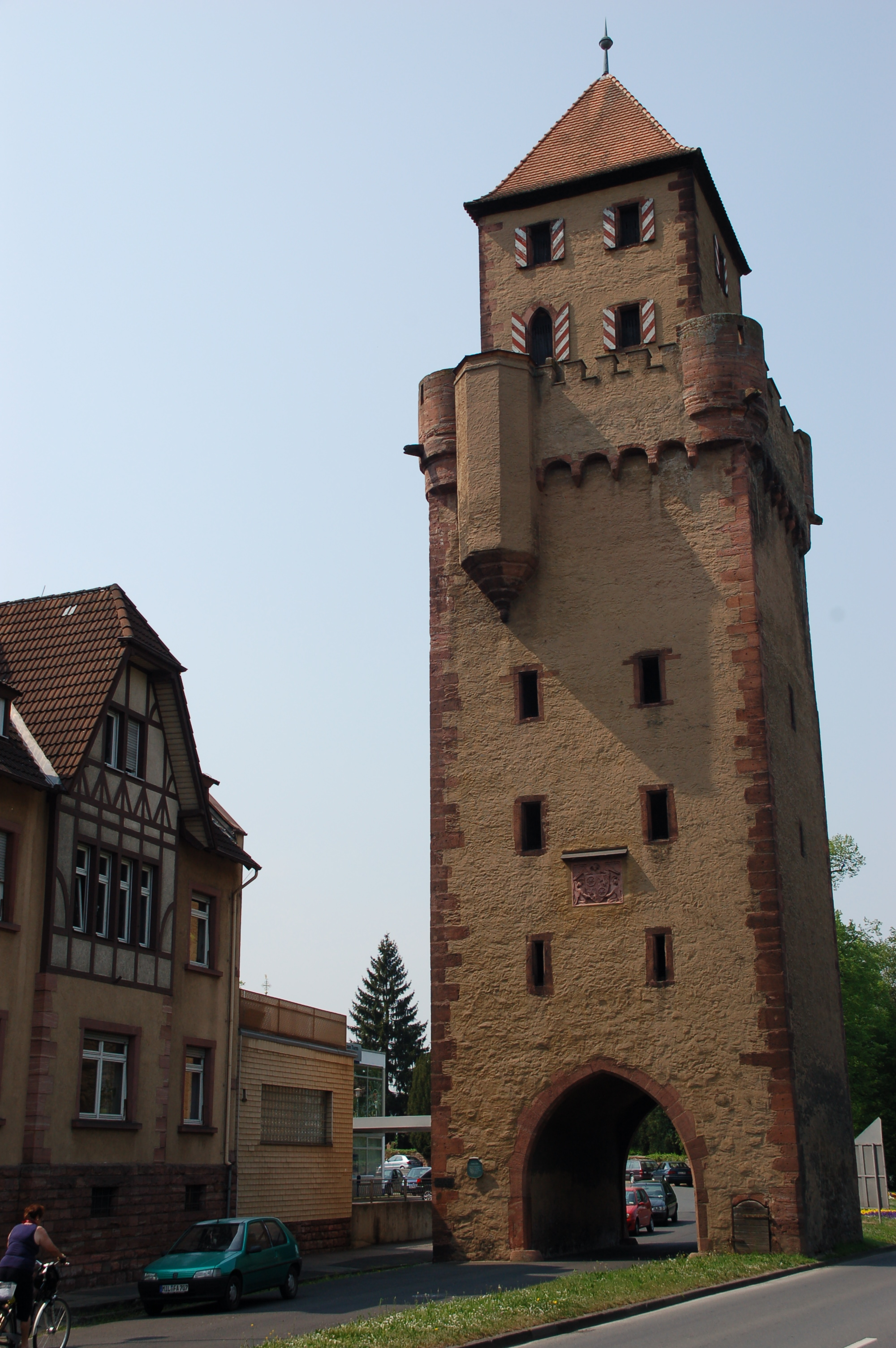
Mainzer Tor von der Stadt aus gesehen
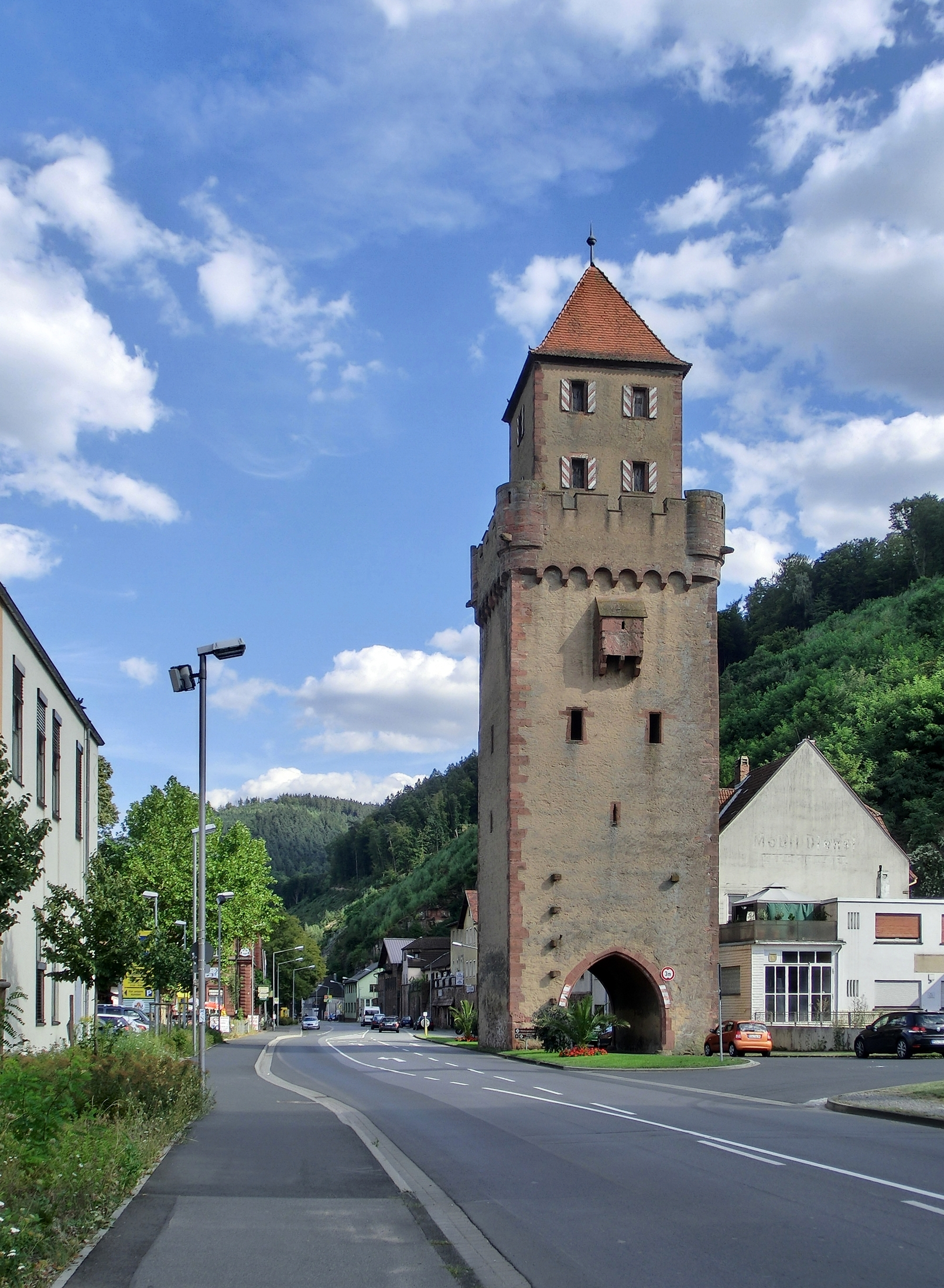
Mainzer Tor von Nordwesten